# ريتشارد سنودن اندروز
ريتشارد سنودن اندروز (بالإنجليزية: Richard Snowden Andrews)‏ هو دبلوماسي ومهندس معماري أمريكي، ولد في 29 أكتوبر 1830 في واشنطن العاصمة في الولايات المتحدة، وتوفي في 5 يناير 1903.